# Visma–Lease a Bike (mužský tým)
Visma–Lease a Bike (UCI kód: TVL) je nizozemský cyklistický tým působící na úrovni UCI WorldTeam.

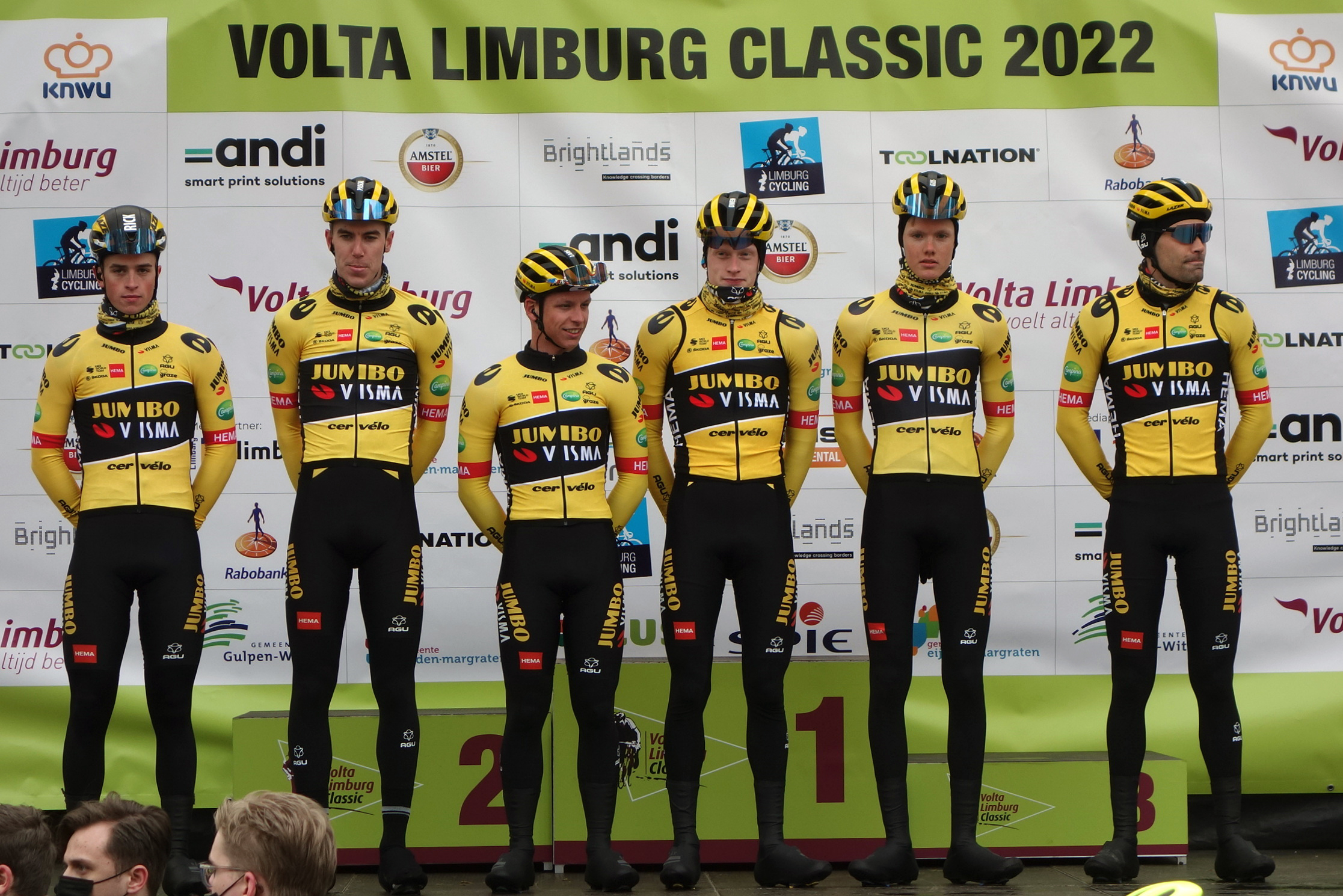
Team Jumbo–Visma v roce 2022

Tým byl založen v roce 1984 jako Kwantum–Decosol, podporovaný Janem Raasem. Většina cyklistů přišla ze zaniknuvšího týmu TI–Raleigh. Hlavním sponzorem týmu, jehož sportovním ředitelem se stal Raas, byly firmy Superconfex, Buckler, Wordperfect a Novell, předtím, než Raas podepsal smlouvu s Rabobankem, nizozemskou bankovní společností, v roce 1996. Poté, co Rabobank přestal sponzorovat tým, se hlavními sponzory staly firmy Blanco, Belkin, Lotto–Jumbo a nakonec firmy Jumbo a Visma.
Od roku 1984 se tým zúčastnil každé Tour de France a od založení divizí v roce 1998 byl tento tým vždy v první divizi. Vyšetřování nizozemského deníku de Volkskrant odhalilo, že byl doping přinejmenším tolerován v týmu od roku 1996 až minimálně do roku 2007.

## Spřízněné týmy
- ženské týmy: Visma–Lease a Bike (současný), Rabo–Liv Women Cycling Team (dřívější)
- mužské doplňující týmy: Visma–Lease a Bike Development (současný), Rabobank Development Team (dřívější)

### Cyklokrosový tým
Cyklokrosový tým Rabobank získal v minulosti mnoho úspěchů se Svenem Nysem a Richardem Groenendaalem, kteří vyhráli celková pořadí soutěží jako Superprestige, světový pohár a Gazet Van Antwerpen. Groenendaal, jenž dominoval nizozemskému cyklokrosu mnoho let, opustil tým na konci sezóny 2006–2007. Byl jedním z posledncích jezdců Rabobanku, kteří byli s týmem od roku 1996. Lars Boom, který se k týmu připojil v roce 2002 jako juniorský cyklokrosař, dokázal získat úspěchy i v elitní kategorii, společně s úspěchy v UCI Europe Tour s kontinentálním týmem.

## Soupiska týmu
K 8. lednu 2024
- Edoardo Affini (ITA) (* 24. června 1996)
- Tiesj Benoot (BEL) (* 11. března 1994)
- Koen Bouwman (NED) (* 2. prosince 1993)
- Robert Gesink (NED) (* 31. května 1986)
- Thomas Gloag (GBR) (* 13. září 2001)
- Per Strand Hagenes (NOR) (* 10. července 2003)
- Michel Hessmann (GER) (* 6. dubna 2001)
- Matteo Jorgenson (USA) (* 1. července 1999)
- Wilco Kelderman (NED) (* 25. března 1991)
- Olav Kooij (NED) (* 17. října 2001)
- Steven Kruiswijk (NED) (* 7. června 1987)
- Sepp Kuss (USA) (* 13. září 1994)
- Christophe Laporte (FRA) (* 11. prosince 1992)
- Bart Lemmen (NED) (* 14. října 1995)
- Johannes Staune-Mittet (NOR) (* 18. ledna 2002)
- Jan Tratnik (SLO) (* 23. února 1990)
- Ben Tulett (GBR) (* 26. srpna 2001)
- Cian Uijtdebroeks (BEL) (* 28. února 2003)
- Milan Vader (NED) (* 18. února 1996)
- Attila Valter (HUN) (* 12. června 1998)
- Wout van Aert (BEL) (* 15. září 1994)
- Dylan van Baarle (NED) (* 21. května 1992)
- Loe van Belle (NED) (* 24. ledna 2002)
- Tosh Van der Sande (BEL) (* 28. listopadu 1990)
- Mick van Dijke (NED) (* 15. března 2000)
- Tim van Dijke (NED) (* 15. března 2000)
- Julien Vermote (BEL) (* 26. července 1989)
- Jonas Vingegaard (DEN) (* 10. prosince 1996)

## Vítězství na Grand Tours
| Vítězové Grand Tours        |                              |                               |
| Celkový vítěz Giro d'Italia | Celkový vítěz Tour de France | Celkový vítěz Vuelta a España |
| 2025 Simon Yates (GBR)      | 2025                         | 2025                          |
| 2023 Primož Roglič (SLO)    | 2023 Jonas Vingegaard (DEN)  | 2023 Sepp Kuss (USA)          |
| 2022                        | 2022 Jonas Vingegaard (DEN)  | 2022                          |
| 2021                        | 2021                         | 2021 Primož Roglič (SLO)      |
| 2020                        | 2020                         | 2020 Primož Roglič (SLO)      |
| 2019                        | 2019                         | 2019 Primož Roglič (SLO)      |
| 2009 Děnis Meňšov (RUS)     | 2009                         | 2009                          |
| 2007                        | 2007                         | 2007 Děnis Meňšov (RUS)       |